# LB Châteauroux
La Berrichonne de Châteauroux (phát âm tiếng Pháp: [lɑ beʁiʃɔn də ʃatoʁu]; thường được gọi là La Berrichonne hoặc đơn giản là Châteauroux) là một câu lạc bộ bóng đá Pháp có trụ sở tại Châteauroux. Đội bóng đá là một phần của một câu lạc bộ thể thao bao gồm một số môn thể thao khác và được thành lập vào năm 1883. Câu lạc bộ chỉ chơi một mùa ở Ligue 1; mùa 1997-98.
Năm 2004, Châteauroux lọt vào trận chung kết cuộc đua 2003-04 Coupe de France. Đội đã bị Paris Saint-Germain đánh bại 1-0, nhưng vẫn đủ điều kiện tham dự UEFA Cup mùa sau bởi vì Paris Saint-Germain đứng thứ hai ở giải hạng nhất. Châteauroux thua ở vòng đầu tiên trước câu lạc bộ Bỉ Câu lạc bộ Brugge.
Châteauroux chơi các trận đấu trên sân nhà của mình tại Stade Gaston Petit sức chứa 17.173, trung bình từ 6.000-7.000 người. Cổ động viên đến được hướng đến một đầu của quầy Tín dụng Nông nghiệp. Trang phục đội có màu đỏ và xanh đậm với áo sọc dọc và quần short màu xanh. Chủ tịch câu lạc bộ là Michel Denisot và hiện là Patrick Le Seyec. Huấn luyện viên hiện tại là Nicolas USAï, người đã tiếp quản trong mùa 2018-19. Nhà sản xuất trang phục của Châteauroux là Nike.
Chateauroux là một trong những trụ cột ở Ligue 2 và đã chơi tổng cộng 39 mùa trong giải đấu, ngắn hơn 2 năm so với số lượng kỷ lục các mùa được chơi ở Ligue 2, hiện đang được Racing Besançon và AS Cannes với 41 mùa.

## Danh hiệu
- Ligue 2: 1996-97
- Championnat National: 2016-17

## Cầu thủ

### Đội hình hiện tại
Tính đến 15 tháng 8 năm 2023.
Ghi chú: Quốc kỳ chỉ đội tuyển quốc gia được xác định rõ trong điều lệ tư cách FIFA. Các cầu thủ có thể giữ hơn một quốc tịch ngoài FIFA.
| Số | VT | Quốc gia           | Cầu thủ                                     |
| -- | -- | ------------------ | ------------------------------------------- |
| 4  | TĐ | Mali               | Thiemoko Diarra (cho mượn từ Stade Reims B) |
| 5  | TV | Cộng hòa Trung Phi | Kenan Toibibou                              |
| 6  | TV | Pháp               | Vincent Pirès                               |
| 7  | TĐ | Pháp               | François Mendy                              |
| 8  | TV | Maroc              | Othmane Chraibi (cho mượn từ Metz)          |
| 9  | TĐ | Guadeloupe         | Geoffray Durbant                            |
| 10 | TV | Pháp               | Antoine Mille                               |
| 11 | HV | Pháp               | Rémy Duterte                                |
| 13 | HV | Sénégal            | Adama Mbengue                               |
| 16 | TM | Guadeloupe         | Brice Cognard                               |
| 17 | HV | Cameroon           | Aloys Fouda                                 |

| Số | VT | Quốc gia     | Cầu thủ                                     |
| -- | -- | ------------ | ------------------------------------------- |
| 18 | TV | Mauritanie   | Omaré Gassama                               |
| 19 | TĐ | Pháp         | Landry Nomel                                |
| 20 | HV | Pháp         | Glen Matondo                                |
| 21 | TV | Pháp         | Kapo Sylva                                  |
| 22 | TV | Haiti        | Fredler Christophe (cho mượn từ Strasbourg) |
| 23 | TV | Pháp         | Tony Njiké                                  |
| 24 | TĐ | Pháp         | Hugo Colella                                |
| 25 | TV | Sénégal      | Moustapha Fall                              |
| 27 | HV | Pháp         | Baptiste Guyot                              |
| 28 | HV | Pháp         | Tarek Baïch                                 |
| 40 | TM | Burkina Faso | Hillel Konaté                               |

### Cho mượn
Ghi chú: Quốc kỳ chỉ đội tuyển quốc gia được xác định rõ trong điều lệ tư cách FIFA. Các cầu thủ có thể giữ hơn một quốc tịch ngoài FIFA.
| Số | VT | Quốc gia | Cầu thủ                                                  |
| -- | -- | -------- | -------------------------------------------------------- |
| —  | HV | Pháp     | Romain Sans (đến Concarneau cho đến 30 tháng 6 năm 2023) |

### Đội dự bị
Tính đến 18 tháng 3 năm 2019
Ghi chú: Quốc kỳ chỉ đội tuyển quốc gia được xác định rõ trong điều lệ tư cách FIFA. Các cầu thủ có thể giữ hơn một quốc tịch ngoài FIFA.
| Số | VT | Quốc gia | Cầu thủ           |
| -- | -- | -------- | ----------------- |
| —  | TM | Pháp     | Ismaël Lacroix    |
| —  | TM | Pháp     | Tommy Plumain     |
| —  | TM | Pháp     | Florent Rizzolo   |
| —  | HV | Pháp     | Durell Bilendo    |
| —  | HV | Pháp     | Mbemba Sylla      |
| —  | HV | Pháp     | Axel Dudoit       |
| —  | HV | Pháp     | Jules Youbicier   |
| —  | HV | Pháp     | Jardel Seco Gomes |
| —  | HV | Pháp     | Junior Nga Ze     |
| —  | HV | Pháp     | François Mendy    |
| —  | HV | Pháp     | Ange-Yoan Bonny   |

| Số | VT | Quốc gia     | Cầu thủ             |
| -- | -- | ------------ | ------------------- |
| —  | TV | Pháp         | Lucas Triki         |
| —  | TV | Pháp         | Yannick Padilla     |
| —  | TV | Pháp         | Ayoub Ezzaytouni    |
| —  | TV | Burkina Faso | Moïse Traoré        |
| —  | TV | Pháp         | Esteban Gonçalves   |
| —  | TĐ | Pháp         | Dorian Bounab       |
| —  | TĐ | Pháp         | Lucas Placide       |
| —  | TĐ | Pháp         | Ilyas Chouaref      |
| —  | TĐ | Pháp         | Bryan Adinany       |
| —  | TĐ | Pháp         | Nihad Chamoueni     |
| —  | TĐ | Pháp         | Abdoul Aziz Gassama |